# Капел (Север)
Капел (фр. Capelle) је насељено место у Француској у региону Север-Па д Кале, у департману Север.
По подацима из 2011. године у општини је живело 161 становника, а густина насељености је износила 31,76 становника/km².

## Демографија
| 1962. | 1968. | 1975. | 1982. | 1990. | 2011. |
| ----- | ----- | ----- | ----- | ----- | ----- |
| 167   | 163   | 123   | 122   | 128   | 161   |